# Karen Melchior
Karen Melchior és una diplomàtica i política danesa, candidata pel partit Esquerra Radical a les eleccions al Parlament Europeu de 2014. Treballa al Ministeri d'Afers Exteriors de Dinamarca des de 2005. Al llarg de la seva carrera, ha viscut a Londres (on feu de primera secretària de l'ambaixada), París, Marsella i Estrasburg.
Participa en debats sobre la llibertat digital (incloent-hi les criptomonedes) i la privadesa a Internet.